# DDR-Oberliga (Fußball)
Die DDR-Oberliga war im Fußballspielbetrieb der DDR die höchste Spielklasse und ermittelte den DDR-Meister. Sie begann 1949 als Oberliga des Deutschen Sportausschusses (DS-Liga) und endete 1991 als Oberliga des Nordostdeutschen Fußballverbandes (NOFV-Oberliga).

## Gründung
Nachdem bereits 1948 und 1949 Ostzonen-Meisterschaften im Fußball stattgefunden hatten, gründete der Deutsche Sportausschuss im Sommer 1949 eine zentrale Fußball-Liga für die Sowjetische Besatzungszone, die zunächst unter der Bezeichnung Ostzonenliga ihren Spielbetrieb aufnahm und ab November 1949 DS-Liga hieß. Für die erste Saison 1949/50 hatten sich die Meister und Vizemeister der fünf ostzonalen Länder Mecklenburg, Brandenburg, Sachsen-Anhalt, Sachsen und Thüringen qualifiziert. Der Berliner Landesmeister spielte in der Endrunde zur deutschen Meisterschaft. Erst ab der Saison 1950/51 wurden alle Ostberliner Vereine in den Deutschen Sportausschuss der DDR integriert. Sachsen mit vielen spielstarken Mannschaften erhielt einen zusätzlichen dritten Startplatz. Komplettiert wurde die Liga durch die besten drei Mannschaften des FDGB-Pokales des Jahres 1949. Dies waren der Pokalsieger Waggonbau Dessau, der Pokalfinalist Gera Süd und die ZSG Horch Zwickau als Sieger des Duells um Platz drei, wobei sich Zwickau gegen die BSG Carl Zeiss Jena nach zwei Unentschieden erst im zweiten Wiederholungsspiel durchsetzte.
Somit startete die Liga der Deutschen Demokratischen Republik schließlich mit folgenden 14 Mannschaften:
- ZSG Anker Wismar (Meister Mecklenburg)
- BSG Vorwärts Schwerin (Zweiter Mecklenburg)
- BSG Volksstimme Babelsberg (Meister Brandenburg)
- BSG Franz Mehring Marga (Zweiter Brandenburg)
- SG Freiimfelde Halle (Meister Sachsen-Anhalt)
- SG Blau-Weiß Stendal (Zweiter Sachsen-Anhalt)
- SG Dresden-Friedrichstadt (Meister Sachsen)
- SG Einheit Meerane (Zweiter Sachsen)
- ZSG Industrie Leipzig (Dritter Sachsen)
- SG Fortuna Erfurt (Meister Thüringen)
- SG Altenburg-Nord (Zweiter Thüringen)
- BSG Waggonbau Dessau (FDGB-Pokalsieger)
- BSG Gera Süd (FDGB-Pokalfinalist)
- ZSG Horch Zwickau (Dritter des FDGB-Pokals)[2]

Noch während der laufenden Saison wurde die DDR gegründet, sodass am Saisonende mit Horch Zwickau der erste DDR-Fußballmeister gefeiert wurde. Nachdem 1949/50 noch die Landesligen als Unterbau der DS-Liga dienten, wurde von der Saison 1950/51 an die DDR-Liga als zweite Spielklasse im DDR-Fußball eingerichtet. Die erste Liga hieß fortan Oberliga. In den westdeutschen Medien wurde sie zur Abgrenzung zu den DFB-Oberligen als Zonen- oder DDR-Oberliga betitelt.

## Politische Einflüsse
In den folgenden Jahren geriet die Oberliga massiv unter partei- und sportpolitischen Einfluss. Zur Saison 1950/51 zogen sich, nachdem der in West-Berlin 1949 gegründete Verband Berliner Ballspielvereine (VBB) für die höchste Berliner Liga den Vertragsspielerstatus einführte, die Ost-Berliner Mannschaften SG Union Oberschöneweide, VfB Pankow und SC Lichtenberg 47 aus dem gemeinsamen Spielbetrieb zurück und wechselten in die DDR-Oberliga. 1951/52 wurde die Oberliga auf 19 Mannschaften aufgebläht, da der neue Sportklub der Armeesportvereinigung Vorwärts mit dem SV Vorwärts Leipzig einen Erstligaplatz erhalten musste und der eigentlich abgestiegene VfB Pankow aus berlinpolitischen Gründen in der Oberliga verbleiben sollte. Der Vizemeister SG Dresden-Friedrichstadt war bereits 1950 aus politischen Gründen – im Anschluss an Zuschauerausschreitungen – aufgelöst worden; es gab einen Absteiger weniger, obendrein kam die neu gebildete Mannschaft der Polizeisportgemeinschaft DVP Dresden als zusätzliches 18. Team hinzu. Nachdem 1953 mit der BSG Motor Oberschöneweide (vormals Union Oberschöneweide) die letzte Berliner Mannschaft aus der Oberliga abgestiegen war, wurde zunächst der SV Vorwärts Leipzig nach Berlin umgesiedelt, 1954 musste Dynamo Dresden nach Berlin umziehen. Im selben Jahr wurde auf Betreiben Rostocker Funktionäre die Oberligamannschaft der BSG Empor Lauter vom Erzgebirge in die Ostseehafenstadt zum SC Empor verpflanzt.

## Strukturveränderungen

### Bildung von Sportclubs
Ebenfalls im Jahre 1954 wechselten zahlreiche Oberligamannschaften ihre Namen, aus Betriebssportgemeinschaften wurden Sportclubs:
- BSG Wismut Aue > SC Wismut Karl-Marx-Stadt
- BSG Aktivist Brieske Ost > SC Aktivist Brieske-Senftenberg
- BSG Rotation Dresden > SC Einheit
- BSG Turbine Erfurt > SC Turbine
- BSG Turbine Halle > SC Chemie Halle-Leuna
- BSG Chemie Leipzig > SC Lokomotive
- BSG Einheit Ost Leipzig > SC Rotation

### Wechsel auf Kalenderjahr-Rhythmus
Nachdem die Oberliga in der Saison 1954/55 mit 14 Mannschaften ihre endgültige Teilnehmerzahl erreicht hatte, wartete der Fachausschuss Fußball des Deutschen Sportausschusses erneut mit einer tiefgreifenden Neuerung auf. Entsprechend dem politischen Vorbild Sowjetunion musste ab 1956 im DDR-Fußball nach dem Kalenderjahr-Rhythmus gespielt werden. Dazu wurde im Herbst 1955 eine Übergangsrunde mit 13 Spieltagen eingeschoben, in der es keinen Meister und keine Absteiger gab.
Während es bis 1955 keiner Mannschaft gelang, sich dauerhaft als Spitzenteam zu etablieren, kristallisierten sich ab 1956 zunächst mit dem SC Wismut Karl-Marx-Stadt und danach mit dem ASK Vorwärts Berlin Klubs heraus, die in den nächsten Jahren die Oberliga beherrschten. Ab 1958 übernahm der in diesem Jahr gegründete DDR-Fußball-Verband (DFV) die Organisation der Oberliga, die ab 1961 wieder zum Herbst-Frühjahr-Rhythmus zurückkehrte. Die Meisterschaft 1963/64 endete mit der größten Überraschung in der Oberliga-Geschichte. In Leipzig war wieder einmal der Fußball neu organisiert worden, mit dem SC Leipzig sollte ein zentraler Fußballschwerpunkt mit den vermeintlich besten Spielern entstehen. Die nicht förderungswürdigen Spieler der bisherigen Clubs Lok und Rotation wurden der BSG Chemie Leipzig zugewiesen. Völlig überraschend wurde aber der so genannte „Rest von Leipzig“ am Saisonende DDR-Meister, während der SC Leipzig nur auf Platz drei landete.

### Bildung von Fußballclubs
Da der DDR-Fußball international bisher nur eine untergeordnete Rolle spielte, gab es zur Jahreswende 1965/66 erneut eine strukturelle Änderung. Durch Ausgliederung von Fußballsektionen aus den Sportclubs wurden folgende neue Fußballclubs gegründet:
- Berliner FC Dynamo
- 1. FC Union Berlin (erst ab 1966 in der Oberliga)
- FC Vorwärts Berlin
- FC Rot-Weiß Erfurt
- Hallescher FC Chemie
- 1. FC Lokomotive Leipzig
- FC Carl Zeiss Jena
- FC Karl-Marx-Stadt
- 1. FC Magdeburg
- F.C. Hansa Rostock

## Abonnements-Meister
Ab 1971 dominierten für fast ein Jahrzehnt die Mannschaften der SG Dynamo Dresden und des 1. FC Magdeburg die Oberliga. Bis 1978 wurde Dynamo fünfmal und der FCM dreimal DDR-Meister. 1979 begann die Ära des vom MfS geförderten BFC Dynamo, der bis 1988 zehnmal in Folge den Meistertitel gewann. Später wurde festgestellt, dass dabei auch Manipulationen der Schiedsrichter eine Rolle spielten. Daher kann nicht endgültig festgestellt werden, wie viele seiner Meistertitel der BFC Dynamo sportlich korrekt errungen hat. Der ehemalige DDR-Oberliga-Schiedsrichter Bernd Heynemann sagte jedoch 2017 in einem Interview mit der Leipziger Volkszeitung: „Der BFC ist nicht x-mal Meister geworden, weil die Schiris nur für Dynamo gepfiffen haben. Die waren schon bärenstark.“ Der sechsfache Meister der 1950er und 1960er Jahre, der ASK/FC Vorwärts Berlin, wurde in den 1970er Jahren ein Opfer der verfehlten Politik der Armeesportvereinigung Vorwärts. Diese versetzte den Club 1971, drei Jahre nach seinem letzten Titelgewinn, nach Frankfurt (Oder), mit dem Ergebnis, dass die Armeefußballer 1977 erstmals und 1988 endgültig aus der Oberliga abstiegen. Die letzten beiden regulären Oberligaspielzeiten 1988/89 und 1989/90 beendete wiederum die SG Dynamo Dresden als Meister, die damit auf acht Titelgewinne kam.

## Abwicklung
Die Oberliga-Saison 1990/91 diente neben der Ermittlung des NOFV-Fußballmeisters hauptsächlich zur Qualifikation für die 1. und 2. Bundesliga des DFB. Meister wurde der F.C. Hansa Rostock.
Es qualifizierten sich für die 1. Bundesliga
- F.C. Hansa Rostock
- 1. FC Dynamo Dresden

für die 2. Bundesliga
- FC Rot-Weiß Erfurt
- Hallescher FC Chemie
- Chemnitzer FC
- FC Carl Zeiss Jena
- 1. FC Lokomotive Leipzig
- BSV Stahl Brandenburg

## Rekorde
- Rekord-Meister: BFC Dynamo (10)
- Punkt-Bester: FC Carl Zeiss Jena* (1097)
- Oberligaspiele: BSG Wismut Aue* (1019)
- Rekord-Spieler: Eberhard Vogel, FC Karl-Marx-Stadt/FC Carl Zeiss Jena (440)
- Rekord-Torschütze: Joachim Streich, Hansa Rostock/1. FC Magdeburg (229)
- Zuschauer-Schnitt: 14.005 (1953/54)
- Tore pro Spiel: 3,85 (1950/51)

* einschließlich Vorgänger